# Doupovské hory
Doupovské hory är en bergskedja i Tjeckien.   Den ligger i regionen Karlovy Vary, i den västra delen av landet, 90 km väster om huvudstaden Prag.